# Nils Osara

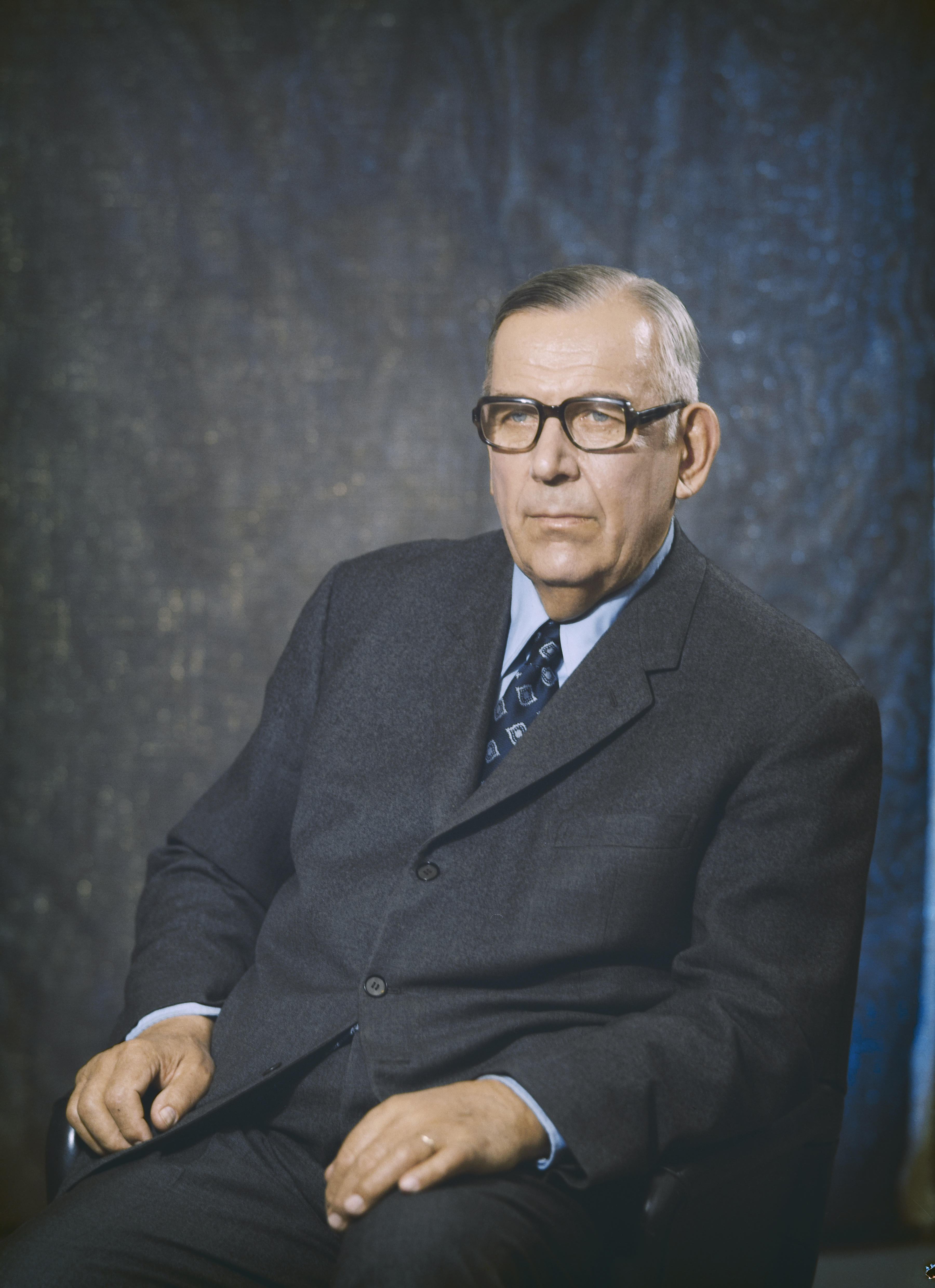
Nils Osara (1973).

Nils Arthur Osara (till 1935 Hildén), även känd som N.A. Osara, född 29 november 1903 i Ikalis, död 22 februari 1990 i Tavastkyro, var en finländsk forstman, ämbetsman och politiker.
Osara, som var son till lantbruksrådet Arthur Gideon Hildén och Emilia von Bonsdorff, blev student 1921, avlade forstexamen 1924 samt blev agronomie- och forstkandidat 1926 och agronomie- och forstdoktor 1936. Han var assistent vid Helsingfors universitet 1924–1926, vid Forstliga forskningsanstalten 1928–1931, adjungerad forskare 1931–1936, sekreterare och bibliotekarie 1932–1936, professor 1938–1948, avdelningschef vid folkförsörjningsministeriet 1940–1947, generaldirektör i Forststyrelsen 1952–1960 samt chef för FN:s livsmedels- och jordbruksorganisations avdelning för skogsbruk och skogsindustri i Rom 1962–1968. 
Osara var docent vid Helsingfors universitet 1937–1952 och biträdande lantbruks- och folkförsörjningsminister (Samlingspartiet) 1943–1944. Han tjänstgjorde vid Centralskogssällskapet Tapio 1936–1937 och dess verkställande direktör 1947–1952. Han var huvudredaktör för Reserviupseeri-Lehti 1933–1945, Metsätaloudellinen Aikakauslehti 1938–1947 och Metsälehti 1947–1952. Han var Nordiska Skogsunionens president 1950–1954. 
Osara författade bland annat Suomen teollisuuden polttoaineen käyttö v. 1927 (1930), Suomen pienmetsätalous (akademisk avhandling, 1935) och Planläggning av ett hemmansskogsbruk (1952). Han blev ledamot av Kungliga Lantbruksakademien 1954, av Finlands Forstmästareförbund 1953, av Centralskogssällskapet Skogskultur 1953, av Det Norske Skogselskap 1956, av Finlands allmänna jägarförbund 1963, av The Royal Scottish Forestry Society 1962 och av Society of American Foresters 1965.
Osara blev reservfänrik 1928, reservlöjtnant 1937, reservkapten 1940, major 1941, ordförande i  Finlands reservofficersförbund 1931–1945 och blev hedersledamot i nämnda förbund 1945.